# Gran Premio motociclistico di Cina 2005
Il Gran Premio motociclistico di Cina 2005 corso il 1º maggio, è stato il terzo Gran Premio della stagione 2005 del motomondiale e ha visto vincere: la Yamaha di Valentino Rossi in MotoGP, Casey Stoner nella classe 250 e Mattia Pasini nella classe 125.
Si è trattato del primo Gran Premio disputato in Cina e per il pilota italiano Pasini si è trattato della prima vittoria nel motomondiale.

## MotoGP

### Arrivati al traguardo
| Pos. | Nº | Pilota                   | Squadra                 | Motocicletta       | Giri | Tempo     | Griglia | Punti |
| ---- | -- | ------------------------ | ----------------------- | ------------------ | ---- | --------- | ------- | ----- |
| 1    | 46 | Valentino Rossi          | Gauloises Yamaha        | Yamaha YZR-M1      | 22   | 50:02.463 | 6       | 25    |
| 2    | 19 | Olivier Jacque           | Kawasaki Racing         | Kawasaki ZX-RR     | 22   | +1.700    | 15      | 20    |
| 3    | 33 | Marco Melandri           | Movistar Honda          | Honda RC211V       | 22   | +16.574   | 2       | 16    |
| 4    | 15 | Sete Gibernau            | Movistar Honda          | Honda RC211V       | 22   | +18.906   | 1       | 13    |
| 5    | 3  | Max Biaggi               | Repsol Honda            | Honda RC211V       | 22   | +19.551   | 14      | 11    |
| 6    | 16 | Jurgen van den Goorbergh | Konica Minolta Honda    | Honda RC211V       | 22   | +21.622   | 19      | 10    |
| 7    | 21 | John Hopkins             | Suzuki MotoGP           | Suzuki GSV-R       | 22   | +25.883   | 4       | 9     |
| 8    | 5  | Colin Edwards            | Gauloises Yamaha        | Yamaha YZR-M1      | 22   | +31.033   | 13      | 8     |
| 9    | 69 | Nicky Hayden             | Repsol Honda            | Honda RC211V       | 22   | +39.299   | 5       | 7     |
| 10   | 11 | Rubén Xaus               | Fortuna Yamaha          | Yamaha YZR-M1      | 22   | +40.991   | 16      | 6     |
| 11   | 4  | Alex Barros              | Camel Honda             | Honda RC211V       | 22   | +44.014   | 11      | 5     |
| 12   | 65 | Loris Capirossi          | Ducati Marlboro         | Ducati Desmosedici | 22   | +44.401   | 3       | 4     |
| 13   | 77 | James Ellison            | Blata WCM               | Blata              | 22   | +53.449   | 21      | 3     |
| 14   | 24 | Toni Elías               | Fortuna Yamaha          | Yamaha YZR-M1      | 22   | +1:05.853 | 8       | 2     |
| 15   | 72 | Tōru Ukawa               | Moriwaki Racing         | Moriwaki MD5       | 22   | +1:09.480 | 18      | 1     |
| 16   | 44 | Roberto Rolfo            | D’Antin MotoGP - Pramac | Ducati Desmosedici | 22   | +1:15.293 | 17      |       |

### Ritirati
| Nº | Pilota           | Squadra         | Motocicletta       | Giri | Griglia |
| -- | ---------------- | --------------- | ------------------ | ---- | ------- |
| 27 | Franco Battaini  | Blata WCM       | Blata              | 16   | 20      |
| 10 | Kenny Roberts Jr | Suzuki MotoGP   | Suzuki GSV-R       | 5    | 9       |
| 12 | Troy Bayliss     | Camel Honda     | Honda RC211V       | 4    | 12      |
| 7  | Carlos Checa     | Ducati Marlboro | Ducati Desmosedici | 4    | 7       |
| 56 | Shin'ya Nakano   | Kawasaki Racing | Kawasaki ZX-RR     | 2    | 10      |

## Classe 250

### Arrivati al traguardo
| Pos. | Nº | Pilota            | Squadra                     | Motocicletta    | Giri | Tempo     | Griglia | Punti |
| ---- | -- | ----------------- | --------------------------- | --------------- | ---- | --------- | ------- | ----- |
| 1    | 27 | Casey Stoner      | Carrera Sunglasses - LCR    | Aprilia RSV 250 | 21   | 48:07.205 | 1       | 25    |
| 2    | 34 | Andrea Dovizioso  | Team Scot                   | Honda RS 250 R  | 21   | +0.249    | 3       | 20    |
| 3    | 73 | Hiroshi Aoyama    | Telefonica Movistar Honda   | Honda RS 250 R  | 21   | +21.434   | 5       | 16    |
| 4    | 5  | Alex De Angelis   | MS Aprilia Italia Corse     | Aprilia RSV 250 | 21   | +28.589   | 11      | 13    |
| 5    | 19 | Sebastián Porto   | Aprilia Aspar               | Aprilia RSV 250 | 21   | +31.879   | 8       | 11    |
| 6    | 1  | Daniel Pedrosa    | Telefonica Movistar Honda   | Honda RS 250 R  | 21   | +40.520   | 2       | 10    |
| 7    | 80 | Héctor Barberá    | Fortuna Honda               | Honda RS 250 R  | 21   | +46.332   | 6       | 9     |
| 8    | 24 | Simone Corsi      | MS Aprilia Italia Corse     | Aprilia RSV 250 | 21   | +1:01.615 | 9       | 8     |
| 9    | 48 | Jorge Lorenzo     | Fortuna Honda               | Honda RS 250 R  | 21   | +1:04.261 | 4       | 7     |
| 10   | 55 | Yūki Takahashi    | Team Scot                   | Honda RS 250 R  | 21   | +1:05.823 | 10      | 6     |
| 11   | 6  | Alex Debón        | Wurth Honda BQR             | Honda RS 250 R  | 21   | +1:08.145 | 14      | 5     |
| 12   | 50 | Sylvain Guintoli  | Equipe GP de France - Scrab | Aprilia RSV 250 | 21   | +1:09.653 | 15      | 4     |
| 13   | 25 | Alex Baldolini    | Campetella Racing           | Aprilia RSV 250 | 21   | +2:01.116 | 16      | 3     |
| 14   | 96 | Jakub Smrž        | Arie Molenaar Racing        | Honda RS 250 R  | 21   | +2:01.367 | 19      | 2     |
| 15   | 28 | Dirk Heidolf      | Kiefer-Bos-Castrol Honda    | Honda RS 250 R  | 21   | +2:01.893 | 18      | 1     |
| 16   | 15 | Roberto Locatelli | Carrera Sunglasses - LCR    | Aprilia RSV 250 | 21   | +2:05.297 | 12      |       |
| 17   | 18 | Frederik Watz     | Yamaha Kurtz                | Yamaha YZR 250  | 21   | +2:07.361 | 25      |       |
| 18   | 7  | Randy de Puniet   | Aprilia Aspar               | Aprilia RSV 250 | 21   | +2:13.455 | 7       |       |
| 19   | 12 | Gábor Rizmayer    | Yamaha Kurtz                | Yamaha YZR 250  | 21   | +2:26.199 | 22      |       |
| 20   | 62 | Zi Xian He        | Yamaha China Tianjian       | Yamaha YZR 250  | 20   | +1 giro   | 28      |       |
| 21   | 58 | Shi Zhao Huang    | Yamaha China Tianjian       | Yamaha YZR 250  | 20   | +1 giro   | 26      |       |

### Ritirati
| Nº | Pilota           | Squadra                     | Motocicletta    | Giri | Griglia |
| -- | ---------------- | --------------------------- | --------------- | ---- | ------- |
| 32 | Mirko Giansanti  | Matteoni Racing             | Aprilia RSV 250 | 18   | 21      |
| 8  | Andrea Ballerini | Abruzzo Racing              | Aprilia RSV 250 | 17   | 17      |
| 64 | Radomil Rous     | Wurth Honda BQR             | Honda RS 250 R  | 17   | 20      |
| 38 | Grégory Leblanc  | Equipe GP de France - Scrab | Aprilia RSV 250 | 14   | 23      |
| 17 | Steve Jenkner    | Nocable.it Race             | Aprilia RSV 250 | 2    | 24      |
| 57 | Chaz Davies      | Aprilia Germany             | Aprilia RSV 250 | 2    | 13      |

### Non partito
| Nº | Pilota          | Squadra         | Motocicletta    | Griglia |
| -- | --------------- | --------------- | --------------- | ------- |
| 36 | Martín Cárdenas | Aprilia Germany | Aprilia RSV 250 | 27      |

### Non qualificati
| Nº | Pilota        | Squadra                       | Motocicletta    |
| -- | ------------- | ----------------------------- | --------------- |
| 60 | Zhu Wang      | Zongshen Team of China        | Aprilia RSV 250 |
| 9  | Hugo Marchand | Campetella Racing             | Aprilia RSV 250 |
| 61 | Zheng Peng Li | Zongshen Team of China        | Aprilia RSV 250 |
| 59 | Zhi Yu Huang  | Chong Quing Yuan Xgjao Racing | Honda RS 250 R  |

## Classe 125

### Arrivati al traguardo
| Pos. | Nº | Pilota             | Squadra                       | Motocicletta     | Giri | Tempo     | Griglia | Punti |
| ---- | -- | ------------------ | ----------------------------- | ---------------- | ---- | --------- | ------- | ----- |
| 1    | 75 | Mattia Pasini      | Totti Top Sport - NGS         | Aprilia RS 125 R | 19   | 46:30.273 | 15      | 25    |
| 2    | 32 | Fabrizio Lai       | Kopron Racing World           | Honda RS 125 R   | 19   | +0.065    | 6       | 20    |
| 3    | 14 | Gábor Talmácsi     | Red Bull KTM                  | KTM 125 FRR      | 19   | +4.953    | 3       | 16    |
| 4    | 12 | Thomas Lüthi       | Elit Grand Prix               | Honda RS 125 R   | 19   | +8.785    | 4       | 13    |
| 5    | 71 | Tomoyoshi Koyama   | Ajo Motorsport                | Honda RS 125 R   | 19   | +10.707   | 8       | 11    |
| 6    | 58 | Marco Simoncelli   | Nocable.it Race               | Aprilia RS 125 R | 19   | +11.959   | 2       | 10    |
| 7    | 41 | Aleix Espargaró    | Seedorf RC3 - Tiempo Holidays | Honda RS 125 R   | 19   | +25.951   | 16      | 9     |
| 8    | 22 | Pablo Nieto        | Caja Madrid - Derbi Racing    | Derbi 125 GP     | 19   | +27.152   | 14      | 8     |
| 9    | 52 | Lukáš Pešek        | Metis Racing                  | Derbi 125 GP     | 19   | +28.154   | 7       | 7     |
| 10   | 60 | Julián Simón       | Red Bull KTM                  | KTM 125 FRR      | 19   | +28.707   | 5       | 6     |
| 11   | 36 | Mika Kallio        | Red Bull KTM                  | KTM 125 FRR      | 19   | +32.488   | 1       | 5     |
| 12   | 54 | Manuel Poggiali    | Metis Racing                  | Gilera 125 GP    | 19   | +44.317   | 17      | 4     |
| 13   | 15 | Michele Pirro      | Malaguti Reparto Corse        | Malaguti 125     | 19   | +58.618   | 11      | 3     |
| 14   | 6  | Joan Olivé         | Nocable.it Race               | Aprilia RS 125 R | 19   | +59.376   | 27      | 2     |
| 15   | 55 | Héctor Faubel      | Master Aspar                  | Aprilia RS 125 R | 19   | +59.879   | 10      | 1     |
| 16   | 9  | Toshihisa Kuzuhara | Angaia Racing                 | Honda RS 125 R   | 19   | +1:00.836 | 9       |       |
| 17   | 19 | Álvaro Bautista    | Seedorf RC3 - Tiempo Holidays | Honda RS 125 R   | 19   | +1:05.476 | 13      |       |
| 18   | 29 | Andrea Iannone     | Abruzzo Racing                | Aprilia RS 125 R | 19   | +1:06.354 | 21      |       |
| 19   | 16 | Raymond Schouten   | Arie Molenaar Racing          | Honda RS 125 R   | 19   | +1:13.199 | 32      |       |
| 20   | 63 | Mike Di Meglio     | Kopron Racing World           | Honda RS 125 R   | 19   | +1:14.696 | 12      |       |
| 21   | 7  | Alexis Masbou      | Ajo Motorsport                | Honda RS 125 R   | 19   | +1:42.293 | 19      |       |
| 22   | 28 | Jordi Carchano     | MVA Aspar                     | Aprilia RS 125 R | 19   | +1:46.227 | 33      |       |
| 23   | 84 | Julián Miralles    | MVA Aspar                     | Aprilia RS 125 R | 19   | +1:48.723 | 23      |       |
| 24   | 38 | Wai On Cheung      | Ajo Motorsport                | Honda RS 125 R   | 19   | +1:52.912 | 36      |       |
| 25   | 10 | Federico Sandi     | Angaia Racing                 | Honda RS 125 R   | 19   | +2:06.791 | 34      |       |
| 26   | 18 | Nicolás Terol      | Caja Madrid - Derbi Racing    | Derbi 125 GP     | 19   | +2:21.419 | 30      |       |
| 27   | 44 | Karel Abraham      | Semprucci Cardion Blauer      | Aprilia RS 125 R | 19   | +2:21.591 | 29      |       |
| 28   | 35 | Raffaele De Rosa   | Matteoni Racing               | Aprilia RS 125 R | 19   | +2:24.441 | 26      |       |
| 29   | 33 | Sergio Gadea       | Master Aspar                  | Aprilia RS 125 R | 18   | +1 giro   | 22      |       |
| 30   | 45 | Imre Tóth          | Road Racing Team Hungary      | Aprilia RS 125 R | 17   | +2 giri   | 25      |       |
| 31   | 39 | Ho Wan Chow        | Zongshen Racing               | Honda RS 125 R   | 15   | +4 giri   | 37      |       |

### Ritirati
| Nº | Pilota            | Squadra                  | Motocicletta     | Giri | Griglia |
| -- | ----------------- | ------------------------ | ---------------- | ---- | ------- |
| 25 | Dario Giuseppetti | Semprucci Cardion Blauer | Aprilia RS 125 R | 17   | 28      |
| 11 | Sandro Cortese    | Kiefer-Bos-Castrol Honda | Honda RS 125 R   | 11   | 18      |
| 47 | Ángel Rodríguez   | LG Mobile Galicia        | Honda RS 125 R   | 6    | 24      |
| 43 | Manuel Hernández  | Totti Top Sport - NGS    | Aprilia RS 125 R | 3    | 20      |

### Non partiti
| Nº | Pilota            | Squadra                  | Motocicletta     | Griglia |
| -- | ----------------- | ------------------------ | ---------------- | ------- |
| 26 | Vincent Braillard | Road Racing Team Hungary | Aprilia RS 125 R | 31      |
| 31 | Sascha Hommel     | Malaguti Reparto Corse   | Malaguti 125     | 35      |

### Non qualificato
| Nº | Pilota       | Squadra                       | Motocicletta   |
| -- | ------------ | ----------------------------- | -------------- |
| 85 | You Rao Zhou | Chong Quing Yuan Xgjao Racing | Honda RS 125 R |